# 天降神機
《天降神機》（英語：The App from Heaven），2017年台灣電視電影，由宋柏緯、歐陽妮妮、陳慕義、童毅軍領銜主演。緯來電影台於2017年10月8日晚上九點上檔。

## 劇情大綱
黃星徹，18歲，是一直讓學校頭痛的問題學生。從小到大因家境清寒與爸爸住在一起，但爸爸整天喝酒時常進出警局、媽媽又離家出走。直到有一次黃星徹在媽祖廟看到他夢寐以求的智慧型手機，而這支智慧型手機有一個叫做「I媽祖」的app，徹底改變了星徹的人生。
「I媽祖」的app總是能精準預測未來會發生的新聞事件，而這些新聞事件都一一應驗了。某天半夜阿徹抱持著半信半疑的心態，按著「I媽祖」傳來的訊息來到一處即將發生的車禍現場，不但及時錄下肇事逃逸的卡車車號，也幫助警方在第一時間破案!頓時間讓阿徹從不良少年翻身成為英雄少年。

## 演員列表

### 主要演員
宋柏緯 飾演 黃星徹。變身庫洛魔法使裡的李莓鈴。
歐陽妮妮 飾演 盧易琳
陳慕義 飾演 廟公。變身庫洛魔法使裡的木之本桃矢。
童毅軍 飾演 星徹爸

### 其他演員
- 黃得峯 飾演 菊花妹
- 林茉曦 飾演 陳孟琪 [3]
- 張育睿 飾演 盧易翔
- 詹惟翔 飾演 阿猴
- 王文心 飾演 班導
- 吳宗澤 飾演 手機店店員
- 郭柏傑 飾演 星徹班上的同學
- 林上豪 飾演 星徹班上的同學
- 黃國豪 飾演 星徹班上的同學

## 外部連結
- 緯來電影台近期強檔的Facebook專頁
- 緯來自製電影（页面存档备份，存于）